# Хранчићи
Хранчићи је насељено мјесто у граду Горажду, Босна и Херцеговина.

## Становништво
|         | 2013.       | 1991.         | 1981.         | 1971.         |
| Укупно  | 33 (100,0%) | 154 (100,0%)  | 143 (100,0%)  | 145 (100,0%)  |
| Бошњаци | 33 (100,0%) | 153 (99,35%)1 | 143 (100,0%)1 | 145 (100,0%)1 |
| Остали  | –           | 1 (0,649%)    | –             | –             |

1. 1 На пописима од 1971. до 1991. Бошњаци су пописивани углавном као Муслимани.